# Dolna Mitropolija flygbas
Dolna Mitropolija flygbas är en flygplats i Bulgarien. Den ligger i regionen Lovetj, i den centrala delen av landet, 130 km nordost om huvudstaden Sofia. Dolna Mitropolija flygbas ligger 94 meter över havet.